# Shōta Koide
Shōta Koide (japanisch 小井手 翔太 Koide Shōta; * 29. September 1981 in der Präfektur Fukuoka) ist ein ehemaliger japanischer Fußballspieler.

## Karriere
Koide erlernte das Fußballspielen in der Schulmannschaft der Tokai University Daigo High School und der Universitätsmannschaft der Fukuoka-Universität. Seinen ersten Vertrag unterschrieb er 2004 bei den Sagan Tosu. Der Verein spielte in der zweithöchsten Liga des Landes, der J2 League. Für den Verein absolvierte er 50 Ligaspiele. 2008 wechselte er zum Drittligisten Gainare Tottori. 2010 wurde er mit dem Verein Meister der Japan Football League und stieg in die J1 League auf. Für den Verein absolvierte er 143 Ligaspiele. Danach spielte er bei den Nakhon Ratchasima FC, Grulla Morioka und Nara Club. Ende 2017 beendete er seine Karriere als Fußballspieler.